# Ě
La E con carón (Ě, ě) es una letra que se utiliza en los alfabetos checo y sorabo, en pinyin chino y en la notación protoeslava.

## Checo
La letra ě es un vestigio de la palatalización del checo antiguo. El fonema originalmente palatalizante yat/ ě/ [ʲɛ] se extinguió cambiando a [ɛ] o [jɛ], pero se conserva como un grafema.
Esta letra nunca aparece en la posición inicial y su pronunciación depende de la consonante precedente:
- Dě, tě, ně [ɟɛ, cɛ, ɲɛ] se escribe en lugar de ďe, ťe, ňe (análogamente a di, ti, ni).
- Bě, pě, vě, fě se escribe en lugar de bje, pje, vje, fje. Sin embargo, algunas palabras (vj ezd, "entrada"; o bj em, "volumen"), se escriben con bje, vje porque -je- es parte de la raíz etimológica de la palabra, precedido por el prefijo v- u ob-.
- Mě [mɲɛ] se escribe en lugar de mňe. Por razones etimológicas, mně se escribe en algunas palabras ( jemný, "suave" -> jemně, "suavemente").

## Croata

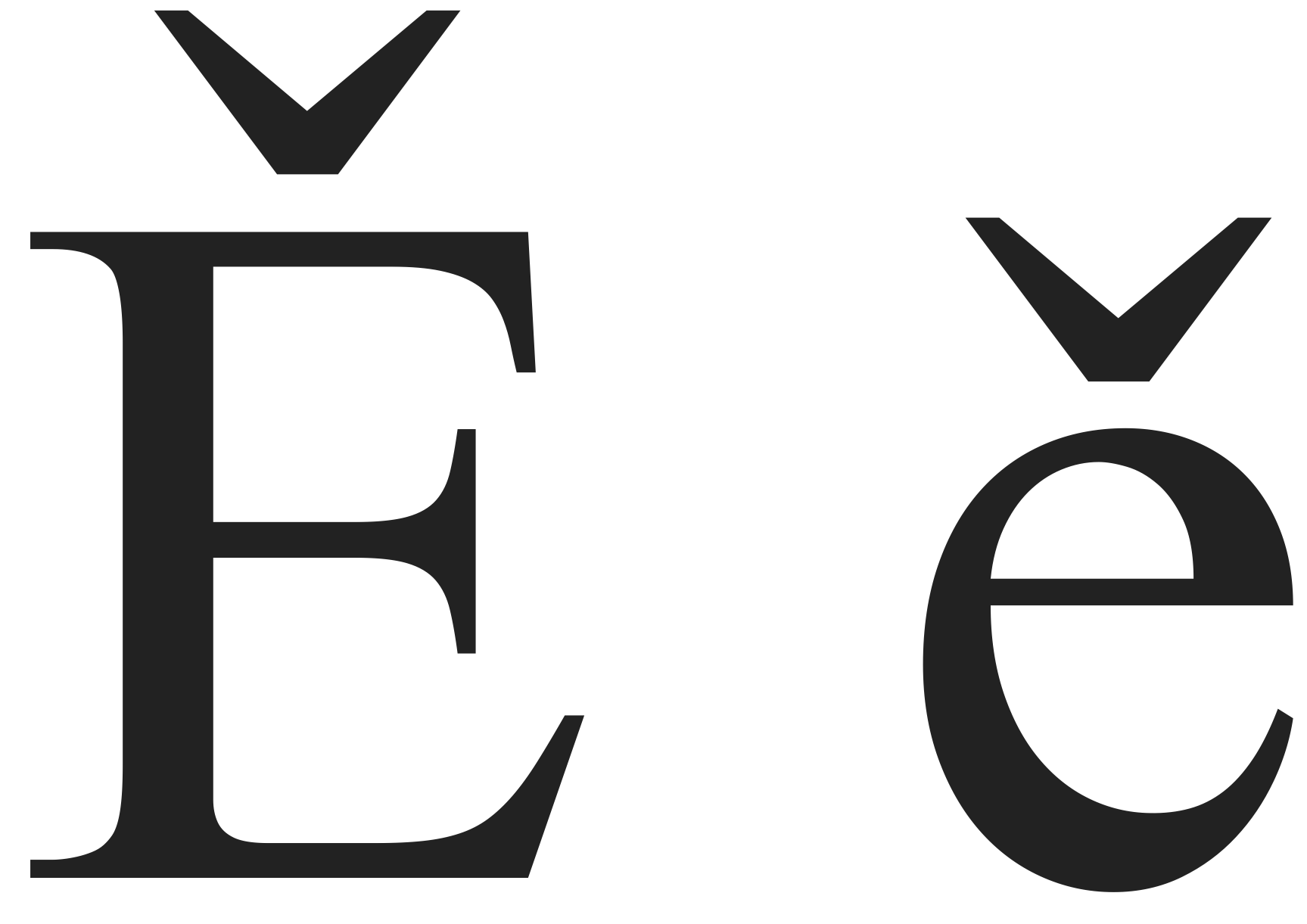
Glifos de Doulos SIL para Majuscule y minúscula ě.

Este grafema se usa a veces crotata (y en serbocroata en general) para denotar un yat (něsam, věra, lěpo, pověst, tělo). Se pronuncia de diferentes maneras dependiendo del subdialecto shtokavio: en Ekavio (nesam, vera, lepo, povest, telo), Ikavio (nisam, vira, lipo, povist, tilo) o Ijekavio (nijesam, vjera, lijepo, povijest, tijelo). Históricamente, su uso estuvo muy extendido, pero gradualmente pasó a ser escrito como j y e combinados y finalmente se eliminó del alfabeto latino de Gaj; sólo se encuentra en la literatura científica e históricamente precisa.

## Chino
El hanyu pinyin usa la ě para indicar el tercer tono del chino mandarín.

## Codificación digital
En Unicode, la mayúscula Ě está codificada en U+011A y la minúscula ě está codificada en U+011B.
| Carácter      | Ě                                 | Ě                                 | ě                               | ě                               |
| ------------- | --------------------------------- | --------------------------------- | ------------------------------- | ------------------------------- |
| Unicode       | LATIN CAPITAL LETTER E WITH CARON | LATIN CAPITAL LETTER E WITH CARON | LATIN SMALL LETTER E WITH CARON | LATIN SMALL LETTER E WITH CARON |
| Codificación  | decimal                           | hex                               | decimal                         | hex                             |
| Unicode       | 282                               | U+011A                            | 283                             | U+011B                          |
| UTF-8         | 196 154                           | C4 9A                             | 196 155                         | C4 9B                           |
| Ref. numérica | &#282;                            | &#x11A;                           | &#283;                          | &#x11B;                         |